# Ženskij volejbol'nyj klub Dinamo Moskva 2009-2010
Questa voce raccoglie le informazioni riguardanti la Ženskij volejbol'nyj klub Dinamo Moskva nelle competizioni ufficiali della stagione 2009-2010.

## Organigramma societario
Area direttiva
- Presidente: Evgenij Lovyrev

Area tecnica
- Allenatore: Valerij Losev

## Rosa
| N° | Nome                 | Ruolo | Data di nascita   | Nazionalità sportiva |
| -- | -------------------- | ----- | ----------------- | -------------------- |
| 1  | Evgenija Kožuchova   | C     | 3 giugno 1990     | Russia               |
| 2  | Valerija Hončarova   | S     | 3 gennaio 1988    | Russia               |
| 3  | Lesja Machno         | S     | 4 settembre 1981  | Russia               |
| 4  | Ljubov' Jagodina     | S     | 22 settembre 1977 | Russia               |
| 5  | Marija Duskrjadčenko | C     | 9 marzo 1984      | Russia               |
| 6  | Oksana Parkhomenko   | P     | 28 luglio 1984    | Azerbaigian          |
| 7  | Natal'ja Safronova   | S/O   | 6 febbraio 1979   | Russia               |
| 8  | Natalija Hončarova   | S/O   | 1º giugno 1989    | Russia               |
| 9  | Viktorija Kuzjakina  | L     | 1º giugno 1985    | Russia               |
| 10 | Anna Levčenko        | P     | 12 luglio 1981    | Russia               |
| 12 | Simona Gioli         | C     | 17 luglio 1977    | Italia               |
| 13 | Elena Ežova          | L     | 14 agosto 1978    | Russia               |
| 17 | Elena Godina         | S     | 17 settembre 1977 | Russia               |

## Statistiche

### Statistiche di squadra
| Competizione     | Punti | In casa | In casa | In casa | In trasferta | In trasferta | In trasferta | Totale | Totale | Totale |
| Competizione     | Punti | G       | V       | P       | G            | V            | P            | G      | V      | P      |
| ---------------- | ----- | ------- | ------- | ------- | ------------ | ------------ | ------------ | ------ | ------ | ------ |
| Superliga        | 43    | 17      | 16      | 1       | 15           | 12           | 3            | 32     | 28     | 4      |
| Coppa di Russia  | -     | 10      | 10      | 0       | 3            | 3            | 0            | 13     | 13     | 0      |
| Champions League | 10    | 4       | 2       | 2       | 4            | 1            | 3            | 8      | 5      | 3      |
| Totale           | -     | 31      | 28      | 3       | 22           | 16           | 6            | 53     | 46     | 7      |

G = partite giocate; V = partite vinte; P = partite perse

### Statistiche dei giocatori
| Giocatore        | Superliga | Superliga | Superliga | Superliga | Superliga | Champions League | Champions League | Champions League | Champions League | Champions League |
| Giocatore        | P         | PT        | AV        | MV        | BV        | P                | PT               | AV               | MV               | BV               |
| ---------------- | --------- | --------- | --------- | --------- | --------- | ---------------- | ---------------- | ---------------- | ---------------- | ---------------- |
| M. Duskrjadčenko | 31        | 268       | 148       | 100       | 20        | 8                | 64               | 37               | 20               | 7                |
| E. Ežova         | 30        | 0         | 0         | 0         | 0         | 7                | 0                | 0                | 0                | 0                |
| S. Gioli         | 31        | 437       | 325       | 88        | 24        | 8                | 129              | 104              | 19               | 6                |
| E. Godina        | 31        | 389       | 308       | 42        | 39        | 8                | 112              | 89               | 13               | 10               |
| N. Hončarova     | 31        | 514       | 431       | 57        | 26        | 8                | 142              | 128              | 11               | 4                |
| V. Hončarova     | 5         | 10        | 6         | 4         | 0         | 3                | 1                | 0                | 1                | 0                |
| L. Jagodina      | 13        | 25        | 21        | 3         | 1         | -                | -                | -                | -                | -                |
| E. Kožuchova     | 4         | 2         | 2         | 0         | 0         | 3                | 1                | 1                | 0                | 0                |
| V. Kuzjakina     | 28        | 0         | 0         | 0         | 0         | 2                | 0                | 0                | 0                | 0                |
| A. Levčenko      | 15        | 6         | 3         | 2         | 1         | 6                | 1                | 0                | 0                | 1                |
| L. Machno        | 31        | 210       | 133       | 64        | 13        | 8                | 58               | 40               | 13               | 5                |
| O. Parkhomenko   | 31        | 151       | 57        | 55        | 39        | 8                | 26               | 16               | 8                | 2                |
| N. Safronova     | 2         | 0         | 0         | 0         | 0         | 1                | 14               | 11               | 1                | 2                |

P = presenze; PT = punti totali; AV = attacchi vincenti; MV = muri vincenti; BV = battute vincenti

NB: Non sono disponibili i dati relativi alla Coppa di Russia e quindi i dati relativi all'intera stagione.